# Becca d'Aver
La Becca d'Aver (pron. AFI: [beka daveʁ]; 2.469 m s.l.m.) è una montagna delle Alpi del Weisshorn e del Cervino nelle Alpi Pennine. 

## Descrizione

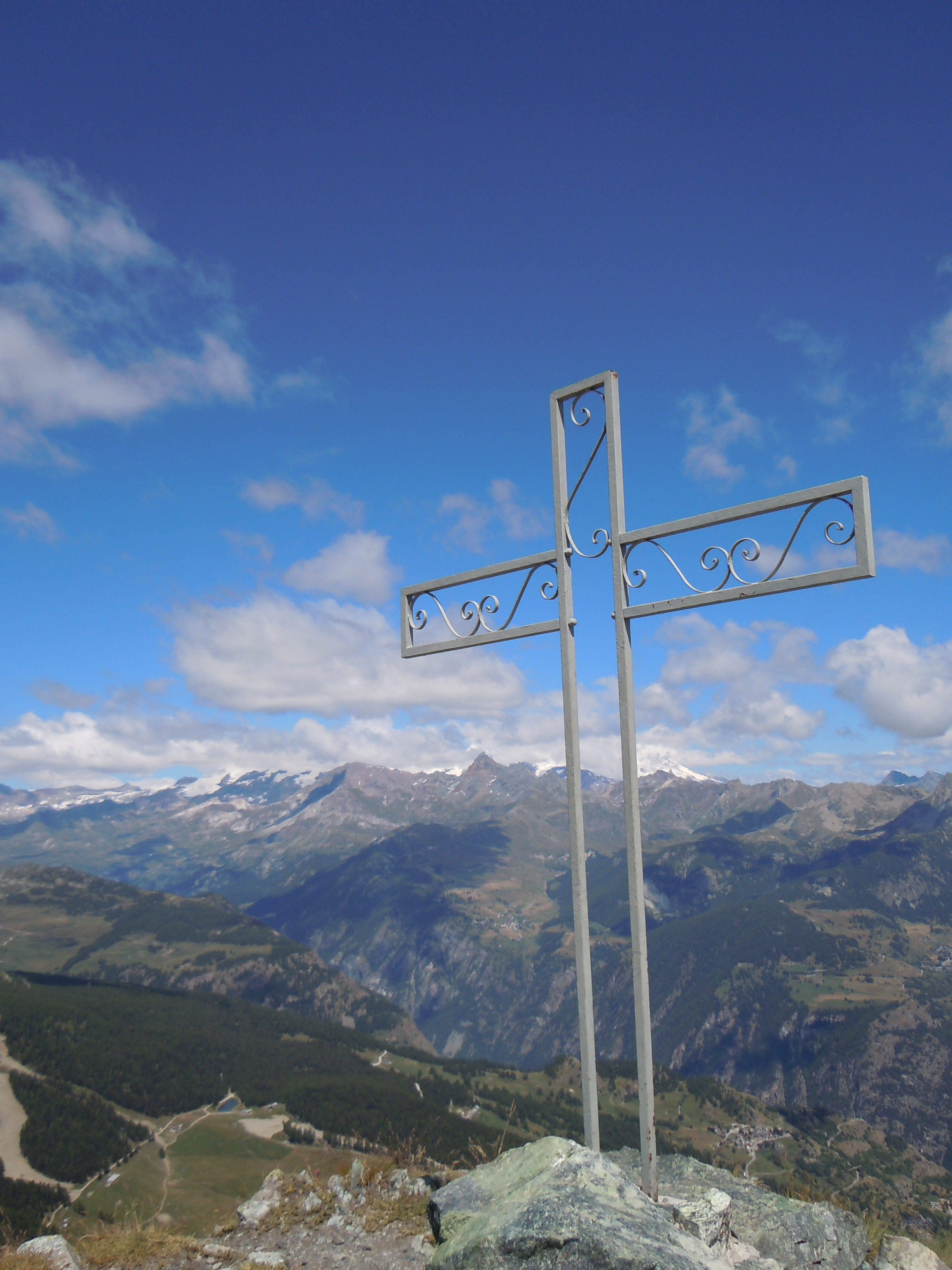
La croce sulla vetta. Sullo sfondo la Valtournenche e il Monte Rosa

La Becca d'Aver si trova in Valle d'Aosta, tra la Valtournenche ed il Vallone di Saint-Barthélemy. La montagna ha un aspetto imponente. Dalla vetta si dipartono tre creste che separano la Valtournenche dal Vallone di Saint-Barthélemy e dalla valle centrale della Dora Baltea. Si gode di un'ottima vista sul Cervino, sul Monte Rosa e sul Rutor.

## Accesso
Si può salire sulla vetta partendo da Lozon, frazione di Verrayes, da Chantorné, frazione di Torgnon, in circa 2 ore e mezza o da Praz frazione di Nus in circa 2 ore.